# Peter Daou
Pour les articles homonymes, voir Daou.
Peter Daou est un analyste politique, activiste et écrivain libano-américain né le 25 avril 1965. Il a conseillé plusieurs figures politiques américaines, dont John Kerry et Hillary Clinton,.

## Jeunesse
Peter Daou est né à Beyrouth pendant la guerre civile libanaise. À 15 ans, il est enrôlé dans les Forces libanaises, une milice chrétienne, où il subit 3 ans de formation militaire. Il étudie par la suite à l'Université américaine de Beyrouth, avant de rejoindre l'Université de New York, où il étudie la philosophie,,.

## Carrière

### Musique
Pendant les années 1990, Daou est un claviériste et producteur de musique.

### Politique
Daou est un conseiller en communications en ligne pour la campagne présidentielle de John Kerry de 2004, et conseiller numérique pour la campagne d'Hillary Clinton de 2008. Il est un fervent soutien de Clinton pendant sa campagne présidentielle de 2016.
Lors des primaires démocrates de 2020, Daou écrit un op-ed pour The Nation, où il implore les Démocrates, les progressistes et la gauche de mettre leurs différends de côté et d'éviter les dissensions à propos de la candidature de Bernie Sanders. Alors qu'il soutenait Clinton en 2016, il soutient en 2020 la candidature de Sanders et se montre critique envers Clinton.
En 2019 il est, avec sa femme Leela Daou, conseiller des campagnes au congrès de Lindsay Boylan, Lauren Ashcraft, Rebecca Parson et Melanie D'Arrigo.